# Athyrium ammifolium
Athyrium ammifolium är en majbräkenväxtart som först beskrevs av Georg Heinrich Mettenius, och fick sitt nu gällande namn av Carl Frederik Albert Christensen. Athyrium ammifolium ingår i släktet Athyrium och familjen Athyriaceae. Inga underarter finns listade.